# Mięsień nalewkowy

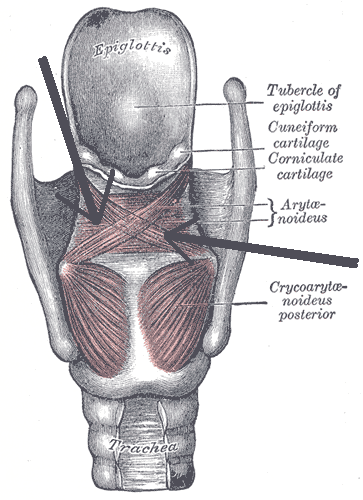
Mięsień nalewkowy na rycinie mięśni krtani wskazany strzałką i podpisany jako Arytenoideus. Widoczna część skośna i poprzeczna, zaznaczone osobnymi strzałkami.

Mięsień nalewkowy (ang. arytenoid muscle, łac. musculus arytenoideus) – w anatomii człowieka mięsień krtani, należący do grupy mięśni głębokich, nazywanych również wewnętrznymi.

## Budowa
Mięsień ten jest mięśniem poprzecznie prążkowanym szkieletowym. Dzieli się na dwie części:
- mięsień nalewkowy poprzeczny (ang: transverse arytenoid muscle, łac: musculus arytenoideus transversus) – jest jedynym mięśniem nieparzystym krtani; łączy obydwie chrząstki nalewkowate[4], biegnąc poziomo od wyrostka mięśniowego i bocznego brzegu jednej chrząstki nalewkowatej do drugiej[3][1];
- mięsień nalewkowy skośny (ang: oblique arytenoid muscle, łac: musculus arytenoideus obliquus) – tworzą go skrzyżowane włókna mięśniowe biegnące od brzegu tylnego wyrostka mięśniowego chrząstki nalewkowatej do jej wierzchołka[3].

Ponadto mięsień ten oddaje pojedyncze włókna biegnące do nagłośni.

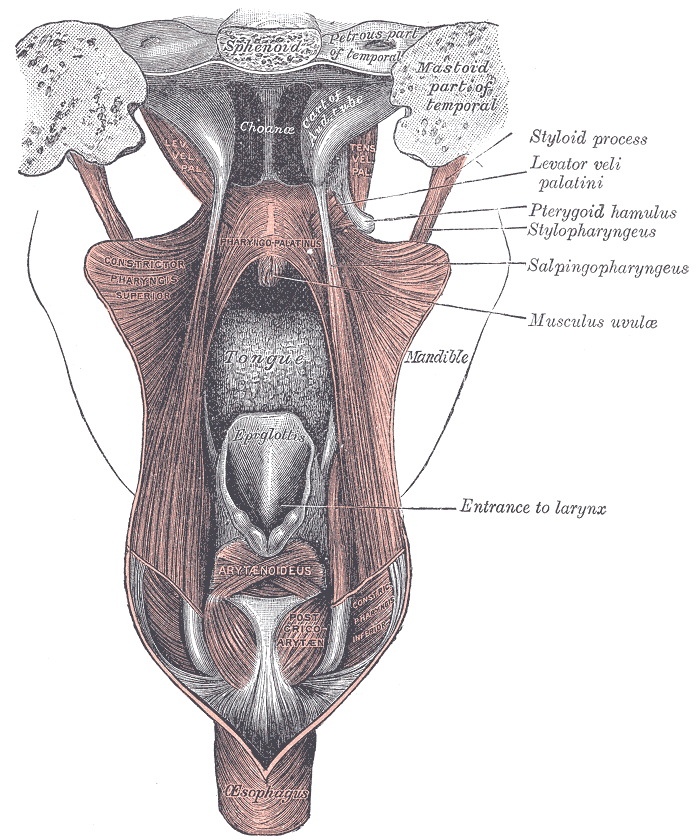
Mięśnie tylnej części gardła i krtani – mięsień nalewkowy jako Arytaenoideus

## Topografia
Mięsień ten leży po wewnętrznej stronie chrząstki tarczowatej, widoczny jest na tylnej powierzchni głęboko wypreparowanej przestrzeni przygardłowej. Znajduje się on bezpośrednio poniżej nagłośni, powyżej mięśnia pierścienno-nalewkowego tylnego. Na części tylnej leżą liczne drobne naczynia i nerw krtaniowy górny. Część skośna biegnie do tyłu od części poprzecznej.

## Czynność
Każda chrząstka krtani jest połączona z innymi więzadłami i powleczona od wewnątrz i na zewnątrz licznymi mięśniami. Mięśnie te umożliwiają ruch krtani, przez co modyfikują głos. Umożliwia m.in. wydawanie dźwięków w różnych tonach i śpiewanie. Jednym z takich mięśni jest mięsień nalewkowy. Z racji swoich przyczepów, jego funkcją jest przede wszystkim przywodzenie fałdów głosowych (zamykanie szpary głośni), co powoduje przejście do wyższych tonów lub stłumienie dźwięków. Każda część mięśnia działa identycznie, zwierając część międzychrząstkową szpary głośni poprzez zbliżanie do siebie obydwu chrząstek nalewkowatych.

## Unerwienie
Mięsień nalewkowy (podobnie jak wszystkie mięśnie krtani z wyjątkiem mięśnia pierścienno-tarczowego) jest unerwiony ruchowo przez nerw krtaniowy dolny.

## Unaczynienie
Unaczynienie tego mięśnia pochodzi od dwóch głównych źródeł. Są to tętnica tarczowa górna (odchodząca od tętnicy szyjnej zewnętrznej) lub tętnica tarczowa dolna (odchodząca od tętnicy podobojczykowej).

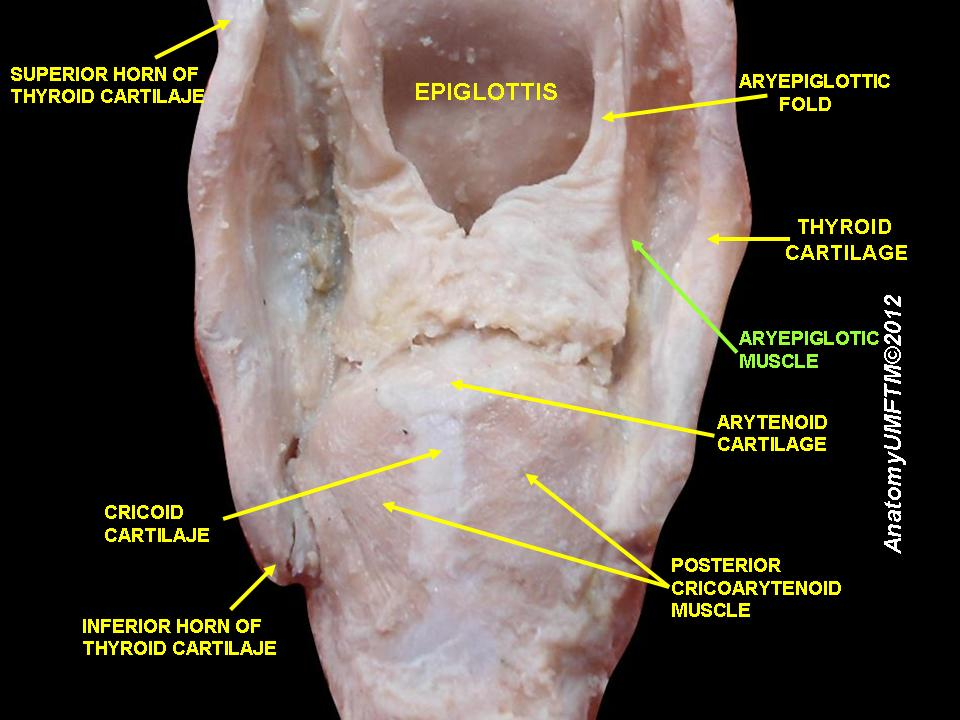
Mięśnie tylnej krtani na preparacie